# Радіомовчання
У телекомунікаціях радіомовчання — це статус, за яким усі стаціонарні або мобільні радіостанції у певній зоні мають припинити трансляцію сигналу з міркувань безпеки.
Під «радіостанцією» мається на увазі будь-яке обладнання, що здатне передавати радіосигнал. Радіомовчання може також стосуватися не лише території чи акваторії, а й одного корабля, літака, космічного апарата чи їх групи.
Радіомовчання може використовуватися в морському та авіаційному зв'язку, щоб уможливити прийом слабких сигналів лиха, і також у військовій справі для запобігання визначенню позиції військ за перехопленими сигналами.

## Авіація
Згідно з Авіаційними правилами України «Організація повітряного руху» радіомовчання може вводитись для допомоги аварійному радіообміну: станції, яка перебуває у аварійному стані, або станції, під керуванням якої вона знаходиться, дозволяється увести режим радіомовчання для всіх інших станцій, які перебувають в цьому районі. Станція, що вводить радіомовчання, передає «ПРИПИНИТИ ПЕРЕДАЧУ» (STOP TRANSMITTING) і радіотелефонний сигнал аварійного стану «МЕЙДЕЙ» (MAYDAY). Ця ж станція завершує аварійний радіотелефонний зв'язок та режим радіомовчання повідомленням з фразою «АВАРІЙНИЙ РУХ ЗАВЕРШЕНО» (DISTRESS TRAFFIC ENDED) на тих же частотах.

## Флот

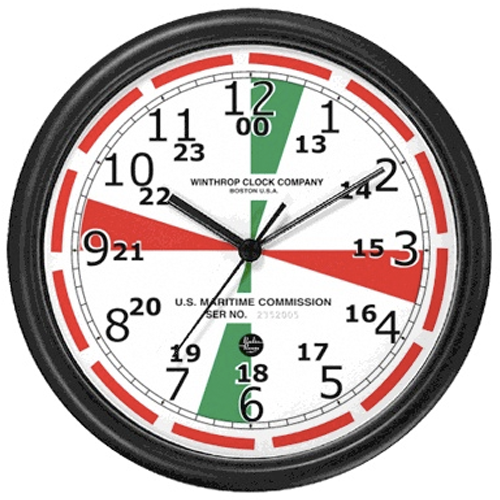
Годинник радіокімнати, що показує періоди мовчання 500 кГц (червоні клини), періоди мовчання 2182 кГц (зелені клини) і чергування червоних і білих смужок по колу, що допомагає при ручній передачі 4-секундного сигналу SOLAS.

Поки цю процедуру не замінила глобальна морська система зв'язку під час лиха GMDSS, морські радіостанції повинні були дотримуватися періодів тиші. Радіомовчання на частоті 500 кГц (радіотелеграф) вводилося упродовж трьох хвилин між 15 і 18 хвилинами після початку кожної години та три хвилини між 45 і 48 хвилинами кожної години; а також повинні були дотримуватися радіомовчання на частоті 2182 кГц (радіотелефонія у верхній бічній смузі) перші три хвилини кожної години (з H+00 до H+03) і три хвилини після середини години (з H+30 до Н+33).

## Військо
Наказ про радіомовчання, як правило, видається військовими, якщо будь-яке радіопередавання може виявити позиції військ: або за звуком розмови, або за допомогою радіопеленгації. В екстремальних ситуаціях для захисту від перехоплення також може бути використано електронне мовчання (англ. Emissions Control, EMCON).
Для захисту таємниць від ворожої розвідки сигналів застосовуються також інші контрзаходи.

### Приклади
У британській армії введення та скасування режиму радіомовчання віддається наказом з використанням «бойового коду» (BATCO). Розпорядження про скасування радіомовчання може бути надано лише тим штабом, який його ввів. Під час періодів радіомовчання станція може, з поважної причини, порушити радіомовчання і передати повідомлення. Необхідні відповіді дозволено, але після них радіомовчання автоматично відновлюється.
Електронне випромінювання можна використовувати для пеленгування перехопленого сигналу, і якщо його виявить більше ніж один приймач, тріангуляція може визначити його місцезнаходження. Радіопеленгування (RDF) було критично важливим під час битви за Британію Другої світової війни і на початку 1943 року вже було досить розвиненим завдяки допомозі установ Сполучених Штатів, які допомагали британцям визначати місцезнаходження підводних човнів в умовах битви за Атлантику. Одним із ключових досягнень стало поєднання розробленої Массачусетським технологічним інститутом та Raytheon технології CRT з парами RDF-антен, які дають диференційовано визначений миттєвий пеленг, корисний у тактичних ситуаціях, дозволяючи супроводжуючим рухатися по пеленгу до перехоплення.

## Інше
Радіомовчання можна підтримувати для інших цілей, наприклад для високочутливої радіоастрономії. Радіомовчання також може виникнути для космічних апаратів, чия антена тимчасово спрямована від Землі для проведення спостережень, або недостатньо потужності для роботи радіопередавача, або під час повторного входу, коли гаряча плазма, що оточує космічний корабель, блокує радіосигнали.
У США способами підтримки радіомовчання, головним чином у телерадіомовленні, у разі нападу є також системи попередження CONELRAD та EBS (зараз припинені) й EAS (зараз активна).